# Adopción romana
Por adopción romana entendían los legisladores del derecho Romano el acto solemne de prohijar hijos y nietos por medios legales, mediante adoptio o adrogatio, en quienes antes no lo eran por naturaleza (liberi adoptivi), estableciéndose el vínculo civil de la patria potestad con iguales derechos que los de natura (naturales liberi), por esto y de haberlos, partían herencia con ellos. También se adoptaba a esclavos libertos.

## Origen
El concepto de adopción era de común consideración entre varios pueblos prerromanos, como sumerios, egipcios, griegos y otros. En Esparta era de peor valoración quien no tuviere descendencia.

## Actos y consecuencias de la adopción romana
En origen, el objeto de la adopción romana es introducir herederos “escogidos” para su familia, solicitando previamente la patria potestad. El adoptado salía de su familia natural mediante el concepto capitis diminution mínima, perdía todos sus derechos de agnación, por consiguiente de sucesión y quedaba también desvinculado entre aquellos lares y para las cosas sagradas del hogar. Pero en la familia del adoptante, adquiría los derechos de agnación y sucesión trayendo por comunes a los dioses lares y las cosas sagradas de esta familia.
Tomaba el nombre del adoptante, y aunque conservaba el de su antigua casa, era transformándolo en adjetivo por medio de la terminación ianus, — Seipio Æmilianus; Escipion Emiliano; Cæsar Octavianus —. Las adopciones, dice Cicerón, llevaban consigo el derecho de suceder en el nombre, bienes y dioses lares.

### Hecho causante
Se alegaban adopciones motivadas por muy variados fundamentos o alguna summa de estos; afectivos; compasivos (columna lactaria); políticos; y por parentescos lejanos (Antonino Pío adoptó a Marco Aurelio que era hijo de un hermano de su mujer), entre otras.

### Fundamentos de derecho
Solamente podían adoptar los ciudadanos romanos, la adopción considerada latamente es una acción solemne por la cual se toma en lugar de hijo o nieto al que no lo es por naturaleza. Por tanto, la adopción imita a la naturaleza y se legisló para consuelo de aquellos que no tienen hijos, o como dijera Teófilo, para mitigar la desgracia o suplir el defecto de la naturaleza.
Como la adopción imita la a la naturaleza, solamente podrían adoptar los que podían ser padres y tener hijos bajo su potestad, así podían los impotentes (spadones) pero no el castrado, (el eunuco no podía adoptar).

### Modos
Existían dos formas:
- Adoptio
- Adrogatio

### Efectos

#### Civiles
- Crea patria potestad de adoptante sobre adoptado y sus descendientes.
- Incorpora el patrimonio del adoptado al del adoptante.

#### En los nombres
Como entre los romanos los hijos adoptivos partían herencia y tenían los mismos derechos que sus hijos naturales, era por esto que tomaban alguno de los nombres de quien los adoptaba, para constatar el acto jurídico públicamente:
- Ciudadanos libres o cives pleno jure: añadían a sus nombres de linaje (“gentes”, gens); o de familia (in familias vel stirpes), el de quien les adoptaba.
- Esclavos libertos o ex liberto filius: a estos podían imponerlos sus mismos nombres honrosos, contarlos entre su familia y hacerlos herederos en todo o en parte. En general y en adelante los libertos traerían nombre y apellido de su ex amo, o por quien obtuviere su libertad, añadiéndose al principio del que ya tenían (Marco Tulio Cicerón manumitió o dio libertad a Tirón, este se llamó Marco Tulio Tiro y el poeta Andrónico fue liberto de Marco Livio Salinator llamándose después Marco Livio Andrónico).

## Adopciones en la sucesión de Emperadores
En la Roma imperial algunos Emperadores fueron adoptados en una serie:

Y de esta manera, desde el Emperador Nerva hasta estos dos Emperadores, (Marco Aurelio y Lucio Vero, que fueron los dos primeros que imperaron juntamente), todos han venido por adopción: que Nerva adopto a Trajano y Trajano a Adriano y Adriano a Antonino Pio y este a Marco Aurelio “Antonino” y a Lucio Vero “Antonino”.